# Sordariomycetes
I Sordariomycetes sono una classe di funghi della sottodivisione Pezizomycotina (Ascomycota), che include 15 ordini, 64 famiglie, 1 119 generi e 10 564 specie.

## Descrizione
I Sordariomycetes sono noti anche come Pyrenomycetes, dal greco πυρἠν - "il nocciolo di un frutto" - per il fatto che solitamente il loro tessuto ha consistenza alquanto dura.
I Sordariomycetes generalmente producono i loro asci nei corpi fruttiferi periteci.
Essi possiedono una grande variabilità morfologica, di forma di crescita e habitat.

## Tassonomia

### Sottoclassi e ordini
La classe include le seguenti sottoclassi e ordini, oltre a ordini, famiglie e generi di incerta assegnazione:
- Hypocreomycetidae
  - Coronophorales
  - Hypocreales
  - Melanosporales
  - Microascales
- Sordariomycetidae
  - Boliniales
  - Calosphaeriales
  - Chaetosphaeriales
  - Coniochaetales
  - Diaporthales
  - Magnaporthales
  - Ophiostomatales
  - Sordariales
- Xylariomycetidae
  - Xylariales

- Ordini incertae sedis
  - Koralionastetales
  - Lulworthiales
  - Meliolales
  - Phyllachorales
  - Trichosphaeriales

### Famiglieincertae sedis
Le seguenti sono famiglie per le quali le affinità tassonomiche non sono sufficientemente note per assegnarle ad un ordine della classe Sordariomycetes.
- Annulatascaceae
- Apiosporaceae
- Batistiaceae
- Glomerellaceae
- Jobiellaceae
- Kathistaceae
- Magnaporthaceae
- Obryzaceae
- Papulosaceae
- Plectosphaerellaceae
- Thyridiaceae
- Vialaeaceae

### Generiincertae sedis
I seguenti 108 generi sono di incerto collocamento all'interno della classe (incertae sedis) secondo la Outline of Ascomycota del 2007; un punto interrogativo anteposto al nome del genere indica che l'assegnazione del genere a questa classe è incerta:
- Abyssomyces
- Acerbiella
- Acrospermoides
- Ameromassaria
- Amphisphaerellula
- Amphisphaerina
- Amphorulopsis
- Amylis
- Anthostomaria
- Anthostomellina
- Apharia
- Apodothina
- Apogaeumannomyces
- Aquadulciospora
- Aquamarina
- Aropsiclus
- Ascorhiza
- Ascoyunnania
- Assoa
- Aulospora
- Azbukinia
- Bactrosphaeria
- Barrina
- Biporispora
- Bombardiastrum
- Brenesiella
- Byrsomyces
- Byssotheciella
- Caleutypa
- Calosphaeriopsis
- Caproniella
- Chaetoamphisphaeria
- Ciliofusospora
- Clypeoceriospora
- Clypeosphaerulina
- Cryptoascus
- Cryptomycina
- Cryptovalsa
- Cucurbitopsis
- Curvatispora
- Dasysphaeria
- Delpinoëlla
- Diacrochordon
- Dontuzia
- Dryosphaera
- Endoxylina
- Esfandiariomyces
- Frondisphaera
- Glabrotheca
- Heliastrum
- Hyaloderma
- Hydronectria
- Hypotrachynicola
- Immersisphaeria
- Iraniella
- Khuskia
- Konenia
- Kravtzevia
- Kurssanovia
- Lecythium
- Leptosacca
- Leptosphaerella
- Leptosporina
- Lyonella
- Mangrovispora
- Melomastia
- Microcyclephaeria
- Mirannulata
- Monosporascus
- ?Naumovela
- ?Neocryptospora
- Neolamya
- Neothyridaria
- Oceanitis
- Ophiomassaria
- Ornatispora
- Pareutypella
- Phomatospora
- Phyllocelis
- Plectosphaerella
- Pleocryptospora
- Pleosphaeria
- Pontogeneia
- Porodiscus
- Protocucurbitaria
- Pulvinaria
- Pumilus
- Rehmiomycella
- Rhamphosphaeria
- Rhizophila
- Rimaconus
- Rhopographella
- Rhynchosphaeria
- Rivulicola
- Romellina
- Saccardoëlla
- Sarcopyrenia
- Sartorya
- Scharifia
- Scoliocarpon
- Scotiosphaeria
- Servaziella
- Sporoctomorpha
- Stearophora
- Stegophorella
- Stellosetifera
- Stomatogenella
- Strickeria
- Sungaiicola
- Synsphaeria
- Tamsiniella
- Thelidiella
- Thyridella
- Thyrotheca
- Trichospermella
- Trichosphaeropsis
- Vleugelia
- Zignoina